# 理县乌头
理县乌头（学名：Aconitum lihsienense）为毛茛科乌头属下的一个种。

## 扩展阅读
- 維基物種上的相關：理县乌头